# Cheiracanthium sphaericum
Cheiracanthium sphaericum är en spindelart som beskrevs av Zhang, Zhu och Hu 1993. Cheiracanthium sphaericum ingår i släktet Cheiracanthium och familjen sporrspindlar. Inga underarter finns listade i Catalogue of Life.